# Otto Mathiesen
Johannes Otto Frederik Mathiesen (* 15. Juli 1870 in Nuuk; † 15. Februar 1935) war ein dänischer Kaufmann.

## Leben
Otto Mathiesen war der Sohn des Kolonialverwalters Jonathan Mathiesen (1814–1885) und dessen Frau Juliane Ottine Wiberg (1834–1909). Sein Vater diente im Handel in Grönland, während sein Onkel Johannes Emil Wiberg (1832–1914) Missionar in Grönland war. Zur Zeit von Otto Mathiesens Geburt war sein Vater Kolonialverwalter in Nuuk, wo er geboren wurde. Die Angabe, er sei in Kopenhagen geboren, ist fehlerhaft. Sein Bruder Carl Peter Lauritz Mathiesen (1867–?) diente ebenfalls viele Jahre als Kolonialverwalter in Grönland, allerdings im Gegensatz zu seinem Bruder hauptsächlich in Südgrönland. Seine Schwester Anna Johanne Kathrine Mathiesen (1865–?) war mit Inspektor Conrad Poul Emil Brummerstedt (1857–1939) verheiratet. Er wuchs so eng mit der grönländischen Bevölkerung auf, dass diese ihn als ein Teil der ihrigen betrachteten.
Nach dem Tod seines Vaters reiste er 1886 mit seiner Mutter nach Dänemark, wo er von 1887 bis 1889 an Gründers Handelsakamemi studierte. 1889 wurde er nach dem Handelsexamen als Kontorist bei Det Forenede Dampskibsselskab angestellt. Im Sommer 1892 wurde er zum Volontär in Qasigiannguit ernannt. Im Juni 1893 wechselte er nach Aasiaat, im März 1894 wieder nach Qasigiannguit, wobei er von April bis August 1894 kommissarischer Logenverwalter in Ilimanaq wurde. Direkt im Anschluss wurde er nach Ilulissat versetzt. 1899 wurde er zum Handelsassistenten befördert und wieder in Qasigiannguit angestellt. Nach einem Heimaturlaub 1901 wurde er 1902 kommissarischer Kolonialverwalter in Appat, bevor er im Folgejahr nach Qasigiannguit zurückkehrte. 1904 wurde er Handelsassistent in Aasiaat und dann 1905 wieder kommissarischer Kolonialverwalter, diesmal in Qeqertarsuaq. 1906 wurde er Handelsassistent in Kangersuatsiaq. Am 20. Juni 1906 heiratete er in Aasiaat Elisabeth Balle (1883–?), Tochter des Missionars Nikolaj Edinger Balle (1839–1900) und seiner grönländischen Ehefrau Kathrine Justine Fleischer (1849–1918). 1907 wurde er wieder zum kommissarischen Kolonialverwalter in Appat ernannt. 1911 übernahm er das Amt fest. Nach einem weiteren Jahr Heimaturlaub 1912 wechselte er 1913 nach Aasiaat und 1914 nach Uummannaq. 1920/21 war er Mitglied der Grønlandskommission.
1923 wurde er pensioniert und kehrte nach Dänemark zurück, hielt aber Briefkontakt mit der grönländischen Bevölkerung. Otto Mathiesen starb 1935 im Alter von 64 Jahren und hinterließ seine Frau und zwei Töchter. Er war Ritter des Dannebrogordens.